# Моисеев, Николай Александрович
Никола́й Алекса́ндрович Моисе́ев (13 декабря 1929, Якутино, Средневолжский край — 22 июля 2020, Пушкино, Пушкинский городской округ, Московская область, Российская Федерация) — советский и российский учёный-лесовод, доктор сельскохозяйственных наук, профессор, академик ВАСХНИЛ (1988) и Российской академии наук (2013), заслуженный лесовод РСФСР (1979), заслуженный деятель науки (1999) и заслуженный лесовод Российской Федерации (2014).

## Биография
Родился в Средневолжском крае, но через два месяца, в феврале 1930 года, после раскулачивания деда вся семья была выслана в Северный край. В верховьях реки Ёрги, в таёжных посёлках Талец и Усть-Заруба Николай Александрович прожил первые пятнадцать лет жизни, родители работали в созданном на базе посёлка спецпереселенцев Верхне-Ерогодском лесопункте. В 1944 году отец погиб в боях на Карельском фронте, а в 1945 году по амнистии мать и сын вернулись в Оренбургскую область.
После 7 классов школы Николай поступил в Бузулукский лесной техникум, который окончил в 1949 году. Как отличник был направлен на учёбу на лесохозяйственный факультет Ленинградской государственной лесотехнической академии им. С. М. Кирова.
Во время учёбы на летних каникулах работал таксатором в экспедициях по устройству лесов Бузулукского лесхоза Оренбургской области, Беломорского лесхоза Карелии. Принимал участие в научной экспедиции академии по обследованию возобновления леса на концентрированных вырубках Монзенского леспромхоза Вологодской области. С 3-го курса был председателем научного студенческого кружка по лесоводству, на котором выступал с докладами по результатам работы в этих экспедициях.
В 1954 году Николай Моисеев с отличием окончил академию и был оставлен в аспирантуре по кафедре лесоустройства. Кандидатская диссертация по организации лесного хозяйства в порослевых дубравах Куйбышевской области была успешно защищена в 1958 году. По приглашению академика ВАСХНИЛ И. С. Мелехова устроился на работу в созданный Институт леса и лесохимии АН СССР (ныне СевНИИЛХ) в Архангельске.
В 1957—1958 годах трудился младшим научным сотрудником, в 1959 году — старшим научным сотрудником, заведующим отделом экономики лесного хозяйства и лесной промышленности. В 1960 году стал учёным секретарём, в 1961—1962 — заместителем директора по научной работе, а в 1962—1965 году директором Архангельского Института леса и лесохимии АН СССР.
Позднее работал старшим научным сотрудником лаборатории экономики лесного хозяйства (1965—1966), заведующим лабораторией прогнозирования и перспективного планирования лесного хозяйства (1967—1970) Всероссийского научно-исследовательского института лесоводства и механизации лесного хозяйства (ВНИИЛМ). В 1970—1977 году был членом коллегии и начальником управления науки, внедрения передового опыта и внешних связей Государственного Комитета СССР по лесному хозяйству. В 1976 году получил степень доктора сельскохозяйственных наук, диссертация была посвящена теоретическим основам долгосрочного прогнозирования использования и воспроизводства лесных ресурсов.
Николай Александрович почти двадцать лет, с 1977 по 1996 год, возглавлял ВНИИЛМ. Под его руководством институт стал одним из важнейших научно-технических центров страны, и был награждён орденом Трудового Красного Знамени (1983) и Государственной премией Российской Федерации (1992). Моисееву удалось сохранить основной коллектив в период экономического кризиса начала 1990-х. Одновременно, в 1987—1996 годах, он был академиком-секретарём отделения лесного хозяйства и защитного лесоразведения РАСХН.
В 1987 году получил звание профессора, в 1988 году стал академиком ВАСХНИЛ.
В 1996 году Николай Александрович оставил пост директора ВНИИЛМ, оставшись в нём членом учёного совета и главным научным сотрудником, сосредоточившись на преподавательской работе, и в 1997 году стал заведующим кафедрой экономики и организации лесного хозяйства и лесной промышленности в Московском университете леса.
С 2013 года академик РАН.
Скончался 23 июля 2020 года в Пушкино. Похоронен на Ново-Деревенском кладбище (уч. 2).

## Научные интересы
Основные научные интересы Н. А. Моисеева связаны с проблемами экономики и организации лесного хозяйства, лесной промышленности, управления лесами, государственной лесной политикой, лесным законодательством и лесоустройством.
Николай Моисеев является разработчиком новой теории воспроизводства лесных ресурсов на основе неистощительного многоцелевого лесопользования, которая стала основой для решения важнейших проблем экономики лесного хозяйства и лесоустройства, а также лесоуправления. На её основе были разработаны предложения по организации и планированию устойчивого пользования управления лесами, экономического обоснования программ разного уровня управления лесами и мероприятий в их составе, источников и системы финансирования лесного хозяйства.
Он также является автором методик расчёта пользования лесом, экономического обоснования лесохозяйственных мероприятий. определения экономической спелости по максимальной лесной ренте, а также концепции перехода лесного хозяйства к рыночной экономике.

## Общественная работа
В течение 25 лет Николай Александрович Моисеев являлся председателем совета директоров лесных институтов. Будучи академиком-секретарём отделения лесного хозяйства вначале ВАСХНИЛ, затем Россельхозакадемии, он одновременно руководил межведомственным научным советом по проблемам леса и агролесомелиорации, в задачи которого входила координация научных исследований по лесному хозяйству. По заданию руководства Госкомлеса СССР и ВАСХНИЛ под руководством Моисеева была разработана программа научных исследований по лесному хозяйству на 1990—2000 года (программа «Лес»), которая стала руководством для планирования отраслевых научных исследований.
Являлся членом оргкомитета общенационального экологического форума по разработке впоследствии утверждённой «Экологической доктрины России», принял активное участие в формировании её раздела по экономическому механизму природопользования и экологической безопасности России, за что был удостоен благодарности президента России.
Моисеев принимал активное участие в разработке предложений по совершенствованию экономического механизма управления лесами и лесного законодательства. Был инициатором создания первой рабочей группы на общественных началах с участием учёных и специалистов разных лесных отраслей по разработке проекта «Национальной лесной политики России», который обсуждался на разных уровнях в 2001—2003 гг. и был принят за основу. С 1996 года являлся руководителем подпрограммы «Российский лес», где под его руководством были разработаны основные положения по организации устойчивого пользования и управления лесами России и экономический механизм их реализации.
Моисеев принимал активное участие в работе международных лесных конгрессов и конгрессов Международного союза лесных исследовательских организаций. Он неоднократно возглавлял советские делегации лесоводов на международных конгрессах, стал первым председателем объединённой советско-американской рабочей группы по сотрудничеству в области лесного хозяйства. Будучи членом исполкома Международного союза лесных исследовательских организаций (IUFRO) в 1975—1985 годах он расширил участие советских институтов в качестве членов этой организации. По его инициативе в рамках IUFRO в России проводились крупные международные конференции по проблемам управления лесами в условиях рыночной экономики.
Николай Александрович возглавлял общественно-политическое движение «Леса России», в рамках которого во многом формируется лесная политика России. Выступал на телевидении и радио, привлекая внимание общественности к вопросам взаимоотношений человека и леса, государства и бизнеса. Был членом научно-экспертного совета при председателе Совета Федерации.

## Награды и звания
За заслуги и научные достижения Николай Моисеев был награждён орденом Трудового Красного Знамени (1979, № 1048685). Удостоен званий «Заслуженный деятель науки Российской Федерации» (1999), «заслуженный лесовод РСФСР» (1979), заслуженный лесовод РФ (2014), а также благодарности Президента Российской Федерации (2003).
За цикл работ «Основы прогнозирования использования и воспроизводства лесных ресурсов России» президиумом Россельхозакадемии был награждён золотой медалью имени Г. Ф. Морозова (2003), также награждён медалью Г. Котты (1986).
Награждён золотой медалью Министерства сельского хозяйства Российской Федерации «За вклад в развитие агропромышленного комплекса» и высшей наградой Международного союза лесных исследовательских организаций (IUFRO) «За выдающиеся заслуги».
Почётный доктор Санкт-Петербургской государственной лесотехнической академии (2003) и Северного (арктического) федерального университета.
Иностранный член Шведской королевской академии наук сельского и лесного хозяйства, Финской академии наук и письменности, Итальянской лесной академии. Почётный член международной академии наук высшей школы. Почётный доктор Дрезденского технического университета.
Почётный гражданин Пушкинского района (2000).

## Семья
Супруга Татьяна Ивановна, два ребёнка, дочь Анна и сын Александр, пять внуков.

## Основные работы
Крупные публикации Николая Моисеева:
- Воспроизводство лесных ресурсов: Вопросы экономики, планирования и организации. — М.: Лесн. пром-сть, 1980. — 263 с.
- Моисеев Н. А., Комков В. В. Оптимизация воспроизводства лесных ресурсов. — М.: Лесн. пром-сть, 1987. — 246 с.
- Лесоустройство: Учебное пособие для студентов вузов, обучающихся по специальности «Лесное хозяйство» направления подготовки дипломированных специалистов «Лесное хозяйство и ландшафтное строительство». — Йошкар-Ола: Марийский государственный технический университет, 2002. — 442 с.
- Моисеев Н. А., Киселёв Г. М., Назаренко Е. Б. Экономика лесного хозяйства: Учебное пособие для студентов специальности 060800. — М.: Московский государственный университет леса, 2003. — 204 с.
- Экономика лесного хозяйства: учеб. пособие для студентов вузов спец. 080502…/ ГОУ ВПО « Моск. гос. ун-т леса». — М., 2006. — 383 с.
  - 2-е изд. М., 2006. — 399 с.;
- Леса России: проблемы, решения. М., 2010;
- Прогноз развития лесного сектора Российской Федерации до 2030 г. Рим, 2012.
- Моисеев Н. А., Третьяков А. Г., Трейфельд Р. Ф. Лесоустройство в России: исторический анализ лесоустройства в России и концепция его возрождения в условиях рыночной экономики / ФГБОУ ВПО «МГУЛ» и др. — М., 2014. — 268 с.
- Концепция современного лесоустройства в России / ФБУ « ВНИИЛМ». — Пушкино, 2017. — 88 с.

Всего Моисеевым опубликовано более 560 научных работ, в том числе 40 книг, монографий, брошюр и учебников. Ряд трудов издан за рубежом. Его учебники по экономике лесного хозяйства и лесоустройству широко используются в различных лесных вузах страны.